# Lom Mírová
Lom Mírová je povrchový lom na území obce Mírová v Karlovarském kraji, kde se těží kaolin. Těží zde společnost Sedlecký kaolin a.s.

## Historie
Otvírka lomu byla provedena v 80. letech 20. století.

## Obecně
Těží se zde kaoliny převážně pro keramickou výrobu. Poblíž se nachází obec Mírová a jihovýchodně je město Chodov.